# Сніжко Максим Олександрович
Сніжко Максим Олександрович (2 липня 1995, Бишів (Фастівський район), Україна — 27 грудня 2023, Луганська область, Україна) — український військовослужбовець батальйону Гроза бригади Буревій, учасник російсько-української війни..